# 松浦鉄道MR-600形気動車
松浦鉄道MR-600形気動車（まつうらてつどうMR-600がたきどうしゃ）は、松浦鉄道が保有する鉄道車両（気動車）である。2007年（平成19年）3月18日に営業運転を開始した。愛称は「肥前 WEST LINER」（肥前ウエストライナー）。

## 概要
松浦鉄道開業当初から使用され、老朽化が進んでいるMR-100形・MR-200形・MR-300形の置き換え用として長崎県や佐賀県の沿線自治体や国の支援を受け、導入した車両である。1両あたりの製造費用は約1億円。前記3形式24両を本形式21両に置き換える予定で、2006年度から2009年度までは4両ずつ、2010年度は3両、2011年度は2両導入されている。
なお、MR-400形・MR-500形は置き換え対象に含まれていない。

## 構造

### 車体
車体は真岡鐵道モオカ14形気動車の2次車と同型で、日本車輌製造（日車）で製造されている。全長18m、車体幅2.8m、車体高さ3.87m（冷房ユニットも含む）の普通鋼製で、定員は125名である。
前面に貫通扉を備え、側面は前後2扉でスライド式である。
塗装はライトグレーをベースに、前面の前照灯とLED方向幕部分、貫通扉以外の窓下、側面の窓周りにMR-601 - MR-608は黒、MR-609 - MR-616は青、MR-617 - MR-621は赤の帯が巻かれており、側面窓周りの帯の下に西海の海をイメージした水色と九十九島の夕映えをイメージした橙の細帯（601 - 608と609 - 621で上下は反転している）を抱かせたシンプルな塗装となっている。
2009年より、MR-609は松浦鉄道沿線の観光地及び物産品をあしらったラッピングを施されている。

### 台車・機器
エンジンはコマツ製SA6D125HE-1（355PS）を搭載、トルコンも同社製のKTF3335Aを使用している。
台車は日車製ボルスタレス台車のND738（動力台車）・ND738T（付随台車）が採用されている。ベースとなったモオカ14形のND733/ND733Tと比べると車輪径（860mm）・固定軸距（2100mm）ともに拡大され、一般的な鉄道車両と同等のサイズになっている。
電気指令式ブレーキを装備し、マスコンはワンハンドルとなっている。
佐世保線に乗り入れるため、ATS-SKを装備している。

### 車内設備
車内は4人掛けのボックスシートを2箇所（8席）、1人掛け転換シートを4席、ロングシートを配備し、優先席部分はワインレッドのシートとなっている。貫通扉上部にデジタル運賃表示機、運転席側面に運賃箱、後部付近に整理券発行機を設置している。
その他、バリアフリーにも配慮されており、車いすスペースの確保や車いす乗降時使用の携帯用スロープが搭載されている。

## 運用
西九州線全線で運用されている。
当初は伊万里 - 佐世保間のみでの運転だったが、2007年度の増備に伴って有田 - 伊万里間でも運転を開始した。
2009年3月14日のダイヤ改正よりJR佐世保線・大村線（佐世保 - 早岐 - ハウステンボス間）に1日1往復乗り入れているが、2011年3月12日のダイヤ改正よりJR佐世保線（佐世保 - 早岐間）のみに短縮されている。2020年3月14日のダイヤ改正でJR線への直通運転が廃止になったため、現在は再び自社線内のみの運行となっている。

## ギャラリー

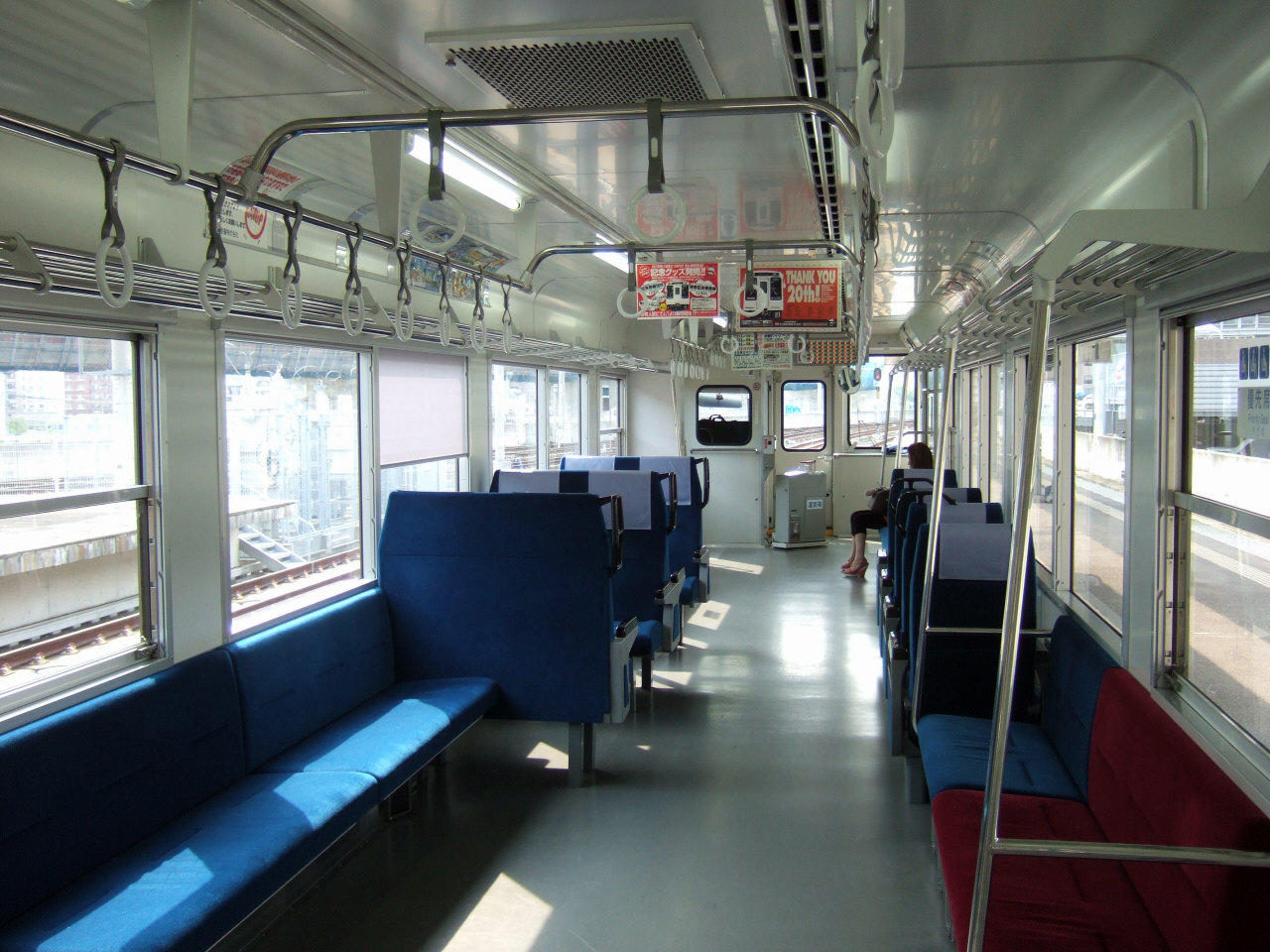
MR-608車内（2008年6月、佐世保駅）
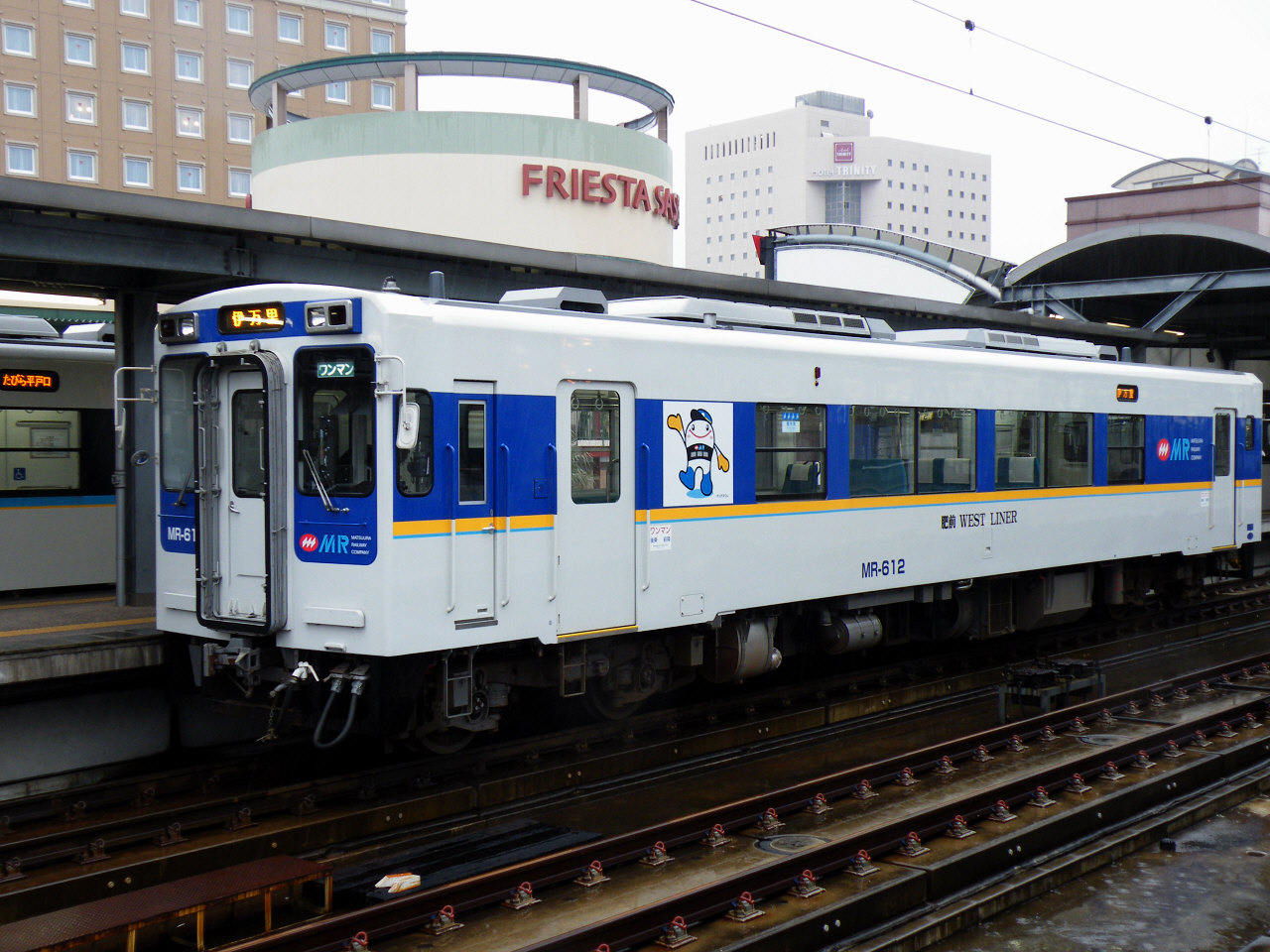
MR-612（2009年2月、佐世保駅）
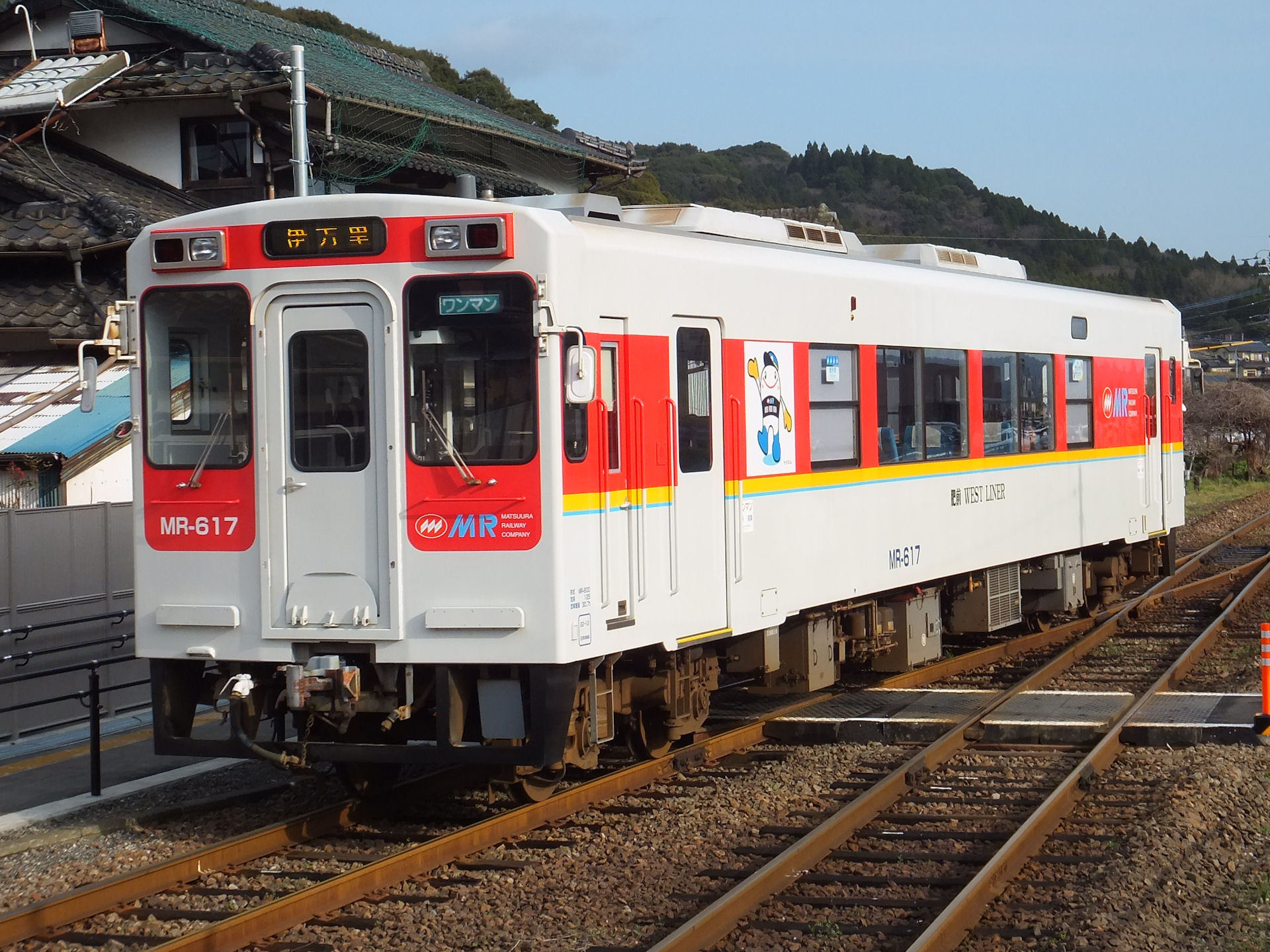
MR-617（2012年3月、夫婦石駅）
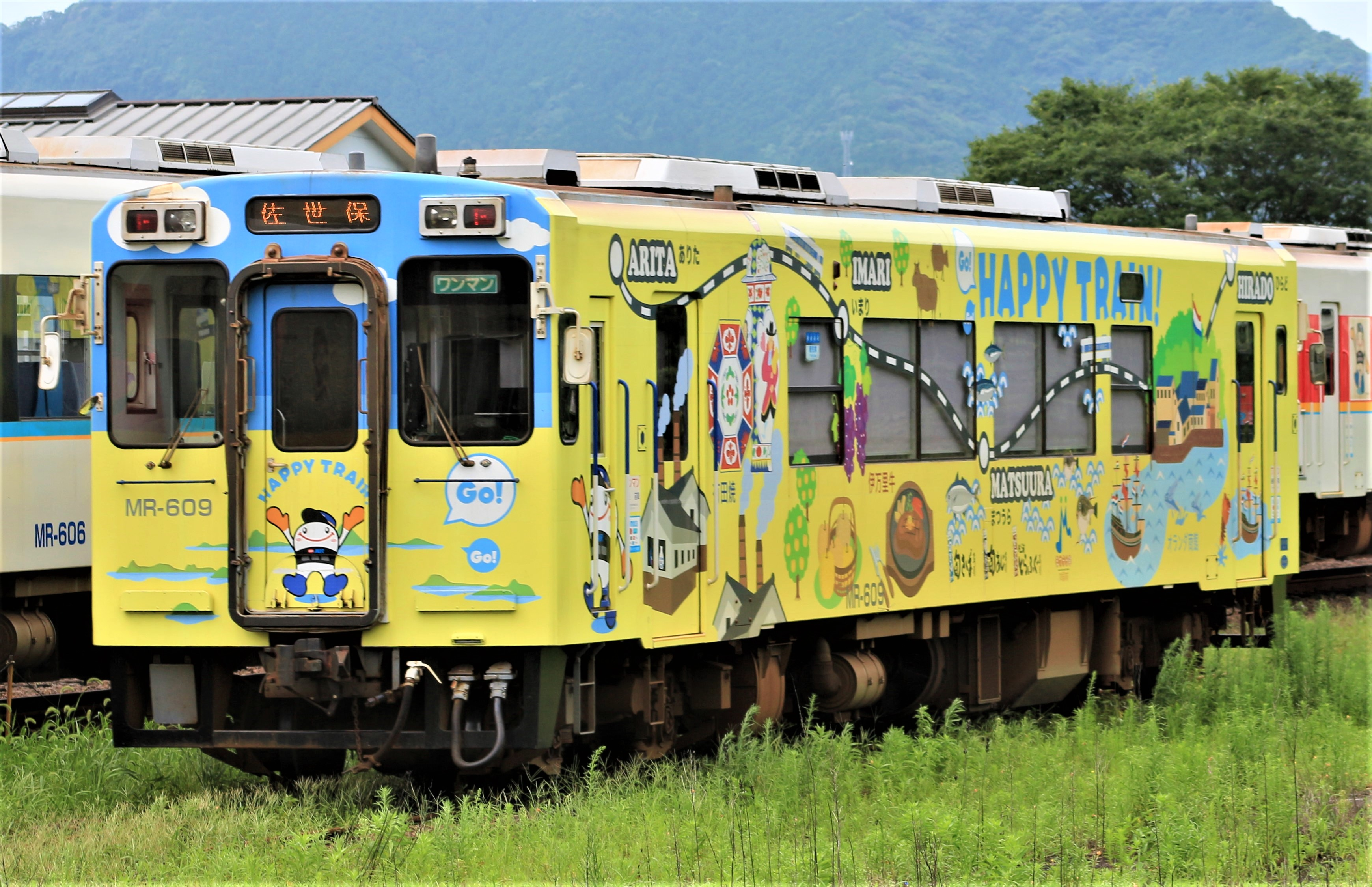
MR-609 ラッピング車両（2020年7月、佐々駅）